# Via Toledo

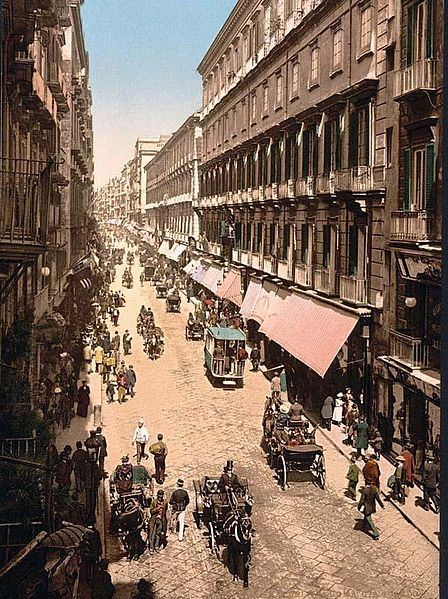
La via Toledo à la fin du XIXe siècle

La Via Toledo est l'une des principales rues de la ville de Naples.
Longue d'environ 1,2 km, elle débute de la piazza Dante et termine à la piazza Trieste e Trento, croisant d'importantes places et artères. Son parcours est bordé d'édifices historiques, de palais nobiliaires, d'églises monumentales, banques, théâtres, cafés et de nombreux commerces et boutiques de marque.

## Historique
Souhaitée par le vice-roi Pierre Alvarez de Tolède, en 1536, elle est conçue par les architectes Ferdinando Manlio et Giovanni Benincasa. Elle délimite la vieille ville du quartier où stationnent les troupes espagnoles, encore nommé aujourd'hui quartier espagnol.
Elle atteint tout son prestige à la suite de la publication de récits de voyage lors de la pratique du Grand Tour. Les chansons napolitaines en font aussi l'éloge.
Dans un de ses ouvrages, Stendhal écrit le 8 mars 1817 : 

« Je pars. Je n'oublierai pas plus la rue de Tolède que la vue que l'on a de tous les quartiers de Naples : c'est sans comparaison, à mes yeux, la plus belle ville de l'univers. »

— Rome, Naples et Florence, révisé et préfacé par Henri Martineau, Éditions Le divan, Paris - 1927, vol III, p.  22

Au XIXe siècle, la via Toledo est une rue élégante, grouillante de fiacres, tramways hippomobiles, de passants, et emplie d'artistes de rue (jongleurs et peintres). Pittoresques sont ses tentures qui abritent les devantures de nombreux établissements tels des ganteries (à cette époque, les gants napolitains sont les meilleurs d'Europe), des cafés où se dégustent, outre du café, du lait vanillée, la cassata sicilienne, la glace confectionnée (et préférée de Giacomo Leopardi) par le fameux Vito Pinto au Caffè "Due Sicilie". Encore aujourd'hui, au numéro 275, depuis 1819, la pâtisserie Pintauro enfourne toujours sans discontinuité ses célèbres sfogliatelle.
En 1840, la via Toledo est l'une des premières rues d'Europe éclairées au gaz.
Le 18 octobre 1870, Paolo Emilio Imbriani (it) élu fraîchement maire de Naples décide de changer l'appellation de la Via Toledo en Via Roma en l'honneur de la nouvelle capitale du royaume d'Italie. Décision impopulaire qui déclencha de nombreuses réactions à commencer par celle de l'historien Bartolommeo Capasso (it) qui, en dépit d'être résolument en faveur de l'unification de l'Italie déclara : « Une dénomination qu'il n'y a pas longtemps, méconnaissant l'histoire, on a voulu changer pour une autre ! ». Dans la population, le maire fut la cible de satires féroces ; par exemple, en ville se répandait rapidement ce dicton qui disait : « ...toutes les routes mènent à Rome ; Imbriani, la tienne très différente ne mène pas à Rome mais conduit à Aversa » (à Aversa se situait, en fait, le premier asile d'aliénés en Italie, ouvert en 1813). La via Toledo retrouve son appellation d'origine en 1980. Mais paradoxalement, pendant ce temps les Napolitains s'étaient enfin habitués au nom Via Roma, finissant par l'utiliser plus souvent après cette date (même de nos jours) qu'à l'époque où celle-là était la dénomination officielle.
Le 17 septembre 2012 la station Toledo de la ligne 1 du métro de Naples a été enfin inaugurée, permettant ainsi de rejoindre encore plus aisément le cœur de la ville depuis la banlieue et les quartiers des collines. À noter aussi que le funiculaire Centrale, construit en 1928, a une de ses stations terminus à la hauteur de la piazzetta Duca D'Aosta.

## Liste des principaux monuments
Parmi les principaux sites d'intérêt historico-architectonique qui donnent sur la via sont mentionnés (partant de la Piazza Trieste e Trento):
- Palazzo Cirella, n° 228
- Galleria Umberto I
- Palais Zevallos, n° 185
- Palazzo Berio
- Palazzo Barbaja
- Palazzo de Sinno
- Palazzo del Banco di Napoli
- Palazzo della Banca Commerciale Italiana
- Palazzo Monaco di Lapio
- Palazzo Lieto
- Palazzo Tocco di Montemiletto
- Église Santa Maria delle Grazie a Toledo
- Palazzo Buono
- Palazzo Cavalcanti
- Palazzo del Nunzio
- Palazzo Trabucco
- Palazzo Mastelloni
- Palazzo dell'INA
- Palazzo della Porta
- Église San Nicola alla Carità
- Palazzo Carafa di Maddaloni
- Palazzo Doria d'Angri
- Basilique Spirito Santo
- Palazzo Petagna
- Palazzo de Rosa